# Оружие массового поражения ЮАР
Южно-Африканская Республика с 1960 по 1980-е годы проводила исследования в области оружия массового поражения (в том числе в области ядерного, химического и биологического оружия). В 1970-е годы ЮАР начала разработку ядерного оружия в сотрудничестве с Израилем и в 1975 году соорудила шахты для испытания взрывного устройства в пустыне Калахари. Всего было собрано шесть зарядов. Основным средством доставки был избран самолёт «Канберра», также велась разработка МБР.
СССР и США при помощи средств наблюдения обнаружили южно-африканские шахты в Калахари, после чего Франция и другие государства стали воздействовать на ЮАР с требованием не проводить испытания. Однако 22 сентября 1979 года в районе о. Буве (согласно данным разведчика Алексея Козлова; по другим данным: в регионе, окружающем острова Принс-Эдуард, находящемся на расстоянии более 2500 км от о. Буве)  было зафиксировано проведение ядерного испытания. В адрес ЮАР были выдвинуты обвинения как в испытании собственного ядерного оружия, так и поддержке проекта израильской ядерной программы (по некоторым данным, в ЮАР испытывалось именно израильское ядерное оружие). В 1988 году была расконсервирована одна из шахт в качестве «предупреждения» для Анголы.
В 1990 году ещё до прихода к власти Африканского национального конгресса президент ЮАР Фредерик де Клерк принял решение об отказе от использования ядерного оружия и полном уничтожении всех его запасов. В 1993 году он заявил о том, что ядерная программа существовала и была свёрнута, через год инспекция МАГАТЭ официально подтвердила это. Тем самым ЮАР стала первым в мире государством, добровольно отказавшимся от использования ядерного оружия.

## Ядерное оружие
Южно-Африканский Союз начал задумываться о создании ядерного оружия в 1948 году после того, как была основана Южно-Африканская корпорация атомной энергетики (англ. South African Atomic Energy Corporation, SAAEC, СААЭК), которая стала предшественником корпорации по надзору за добычей урана в стране и промышленной торговлей. В 1957 году Южная Африка заключила договор с США на 50 лет о сотрудничестве в рамках санкционированной программы «Атомы за мир». Заключённый договор предусматривал продажу Южной Африке одного исследовательского ядерного реактора и соответствующую поставку высокообогащённого уранового топлива (ВОУ) в Пелиндабу. В 1965 году американский филиал компании Allis-Chalmers доставил в Южную Африку исследовательский ядерный реактор SAFARI-1 вместе с обогащённым на 90 % ядерным топливом. В 1967 году ЮАР решила продолжить исследования плутония и построила свой собственный реактор SAFARI-2 в Пелиндабе, в котором использовалось 606 кг 2 %-уранового топлива и 5,4 т тяжёлой воды, поставленных из США, что подверглось обильной критике.
Реактор SAFARI-2 предназначался для использования тяжёлой воды и работы на природном уране, а его система охлаждения использовала расплавленный натрий. Однако в 1969 году проект был прекращён по распоряжению правительства ЮАР, поскольку требовал слишком много ресурсов, которые шли и на программу по обогащению урана, начавшуюся в 1967 году. ЮАР начала фокусироваться на успехах программы по обогащению урана, которая, по мнению учёных, шла проще по сравнению с программой по производству плутония. Южная Африка могла добывать урановую руду на своей территории и использовать аэродинамические методы обогащения для производства оружейного материала. Ныне она подозревается в получении технической помощи от различных стран (в том числе и от Израиля) в сборке своего первого ядерного устройства. В 1969 году пара старших южно-африканских научных сотрудников встретились с пакистанским инженером-ядерщиком Султаном Махмудом из Бирмингемского университета, чтобы заняться совместным изучением, исследованиями и независимыми экспериментами над обогащённым ураном. Южно-африканцы и пакистанец в Бирмингемском университете проводили исследования процесса аэродинамического реактивного сопла в обогащении урана, что позднее легло в основу ядерных программ ЮАР и Пакистана в 1970-е годы. Однако до сих пор неизвестно, какую именно информацию получили все трое и в какой степени они сотрудничали друг с другом. Южная Африка приобрела достаточный опыт в сфере ядерных технологий, чтобы извлечь свою выгоду от продвижения американской правительственной программы мирных ядерных взрывов. В 1971 году министр горной промышленности ЮАР Карл де Вет одобрил развитие собственной южно-африканской программы мирных ядерных взрывов, заявив, что они будут использоваться в целях развития горнодобывающей промышленности. Точная дата преобразования этой программы в программу вооружения до сих пор не определена и является предметом некоторых дискуссий.
В 1980-е годы в Южной Африке производился небольшой сдерживающий арсенал урановых бомб пушечного типа (наподобие «Малыша»). Было собрано шесть таких бомб, а седьмая ещё была на стадии сборки к моменту свёртывания программы ядерного оружия. 
Там же производилось только оперативное оружие[прояснить], с того момента, как ответственной за производство оружия массового поражения стала компания Armscor. 
В 1982 году был собран первый образец под кодовым названием «Hobo», переименованный в «Cabot»; это устройство имело мощность в 6 килотонн в тротиловом эквиваленте. Однако затем его разобрали, и его ядерный заряд был использован в серийной модели атомной бомбы. Затем Armscor построил ряд опытных и серийных моделей «умных» телевизионно-управляемых бомб под кодовым названием HAMERKOP (с африк. — «молотоглав»).
Сведения о наличии ядерной программы ЮАР и проводимых исследованиях советское руководство получило от разведчиков-нелегалов: в разные годы информацию по этой тематике добывали Алексей Козлов и Шамиль Хамзин.

### Испытание первого взрывного устройства
Южно-Африканский Совет по атомной энергетике (англ. South African Atomic Energy Board) для испытания ядерного оружия выбрал пустыню Калахари, место к северу от Апингтона. В 1976—1977 годах там были возведены две ядерные шахты: одна из них была глубиной 385 метров, другая — 216 метров. 
В 1977 году в Пелиндабе, по решению Совета, были возведены объекты, на которых проводились исследования и доработки особо секретных образцов оружия, и в это время центр ядерной программы фактически сместился из Сомчема в Пелиндабу. 
В середине года Совет представил образец атомной бомбы без наличия высокообогащённого уранового ядра. Хотя в то время уже функционировала станция Y-Plant, но для самого взрывного устройства необходимого урана ещё не хватало. Развитие самих устройств, как и в других странах, велось намного быстрее, чем производство ядерного материала для них.
Представители комиссии по атомной энергетике утверждают, что «холодные испытания» (без использования урана-235) были запланированы на август 1977 года. Представитель Armscor, не вовлечённый в производство ядерного оружия, утверждал, что испытания будут проводиться под землёй с использованием бомбы с фиктивным сердечником, и это будет проверка теоретических прогнозов относительно реальной детонации. О том, как эти испытания были отменены, стало позднее известно всей мировой общественности: советская разведка обнаружила следы подготовки к ядерным испытаниям и сообщила в начале августа американцам об этом. 
ЦРУ подтвердило наличие полигона для испытаний после разведывательного полёта самолёта Lockheed SR-71 и 28 августа 1977 газета Washington Post опубликовала заявление представителя США: «Мы на 99 % уверены, что строительство является частью подготовки к ядерным испытаниям». Правительства СССР и стран Западной Европы были убеждены в том, что ЮАР готовит полномасштабные ядерные испытания, и в течение следующих двух недель в августе западные страны оказывали давление на Южную Африку, требуя отменить испытания. Министр иностранных дел Франции 22 августа пригрозил серьёзными последствиями  для отношений ЮАР и Франции: в случае проведения испытаний Франция могла разорвать контракт с ЮАР на поставку ядерных реакторов Koeberg, хотя об этом непосредственных заявлений не делалось.
Позже, в 1993 году, Винанд де Вилье заявил, что после раскрытия испытательного полигона он приказал немедленно свернуть все работы, и строительная площадка была заброшена. При этом, в 1988 году одну из шахт всё же была демонстративно расконсервирована и там якобы ввелась подготовка к новым испытаниям (в рамках политического давления на зап. страны, спровоцированного неудачами юаровских войск в битве при Куито-Куанавале), которые так и не состоялись — подобный шаг был вызван тем, что Южная Африка пыталась укрепить свою позицию во время переговоров по прекращению боевых действий против Анголы и Кубы.

### Возможности по доставке

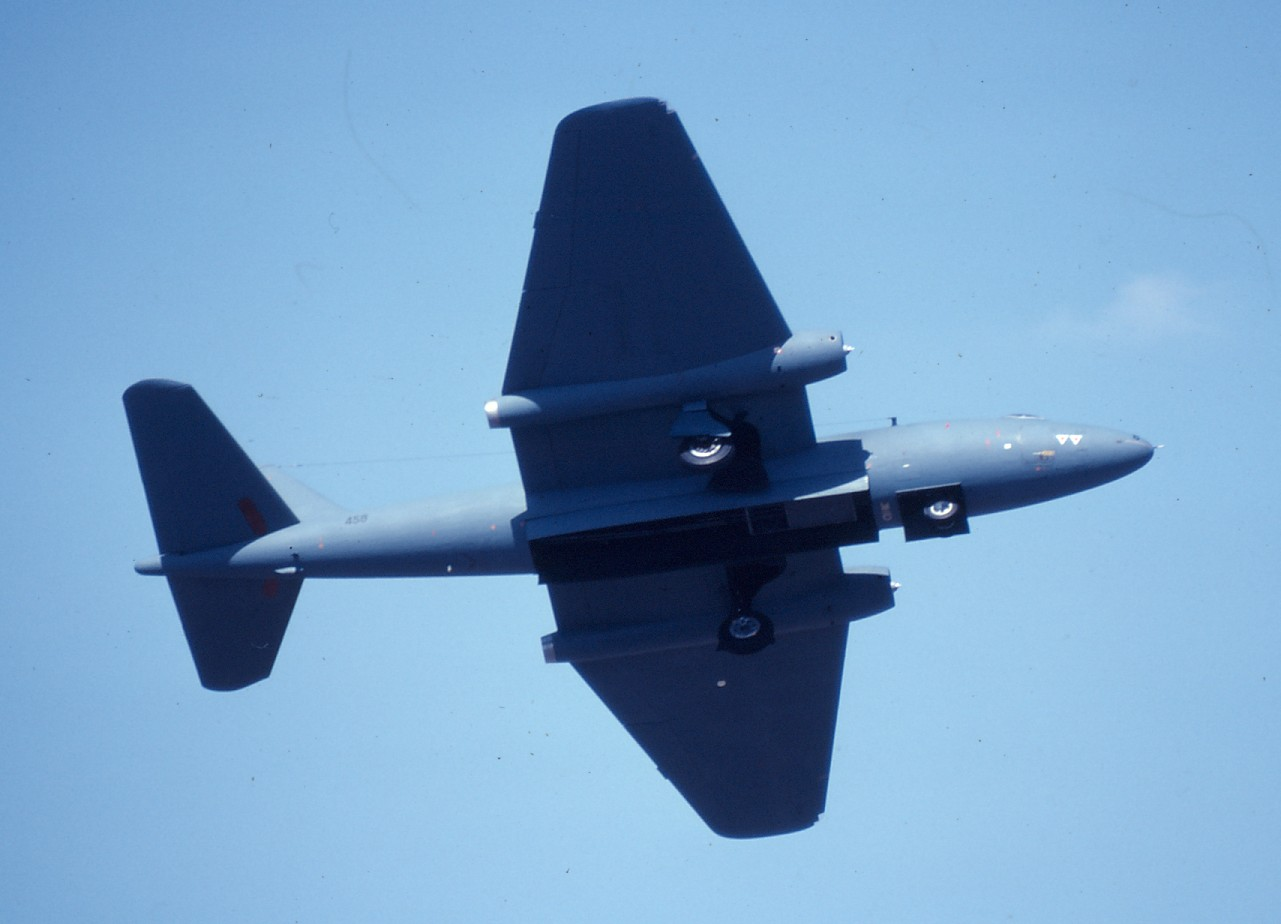
Самолёт SAAF Canberra T.4

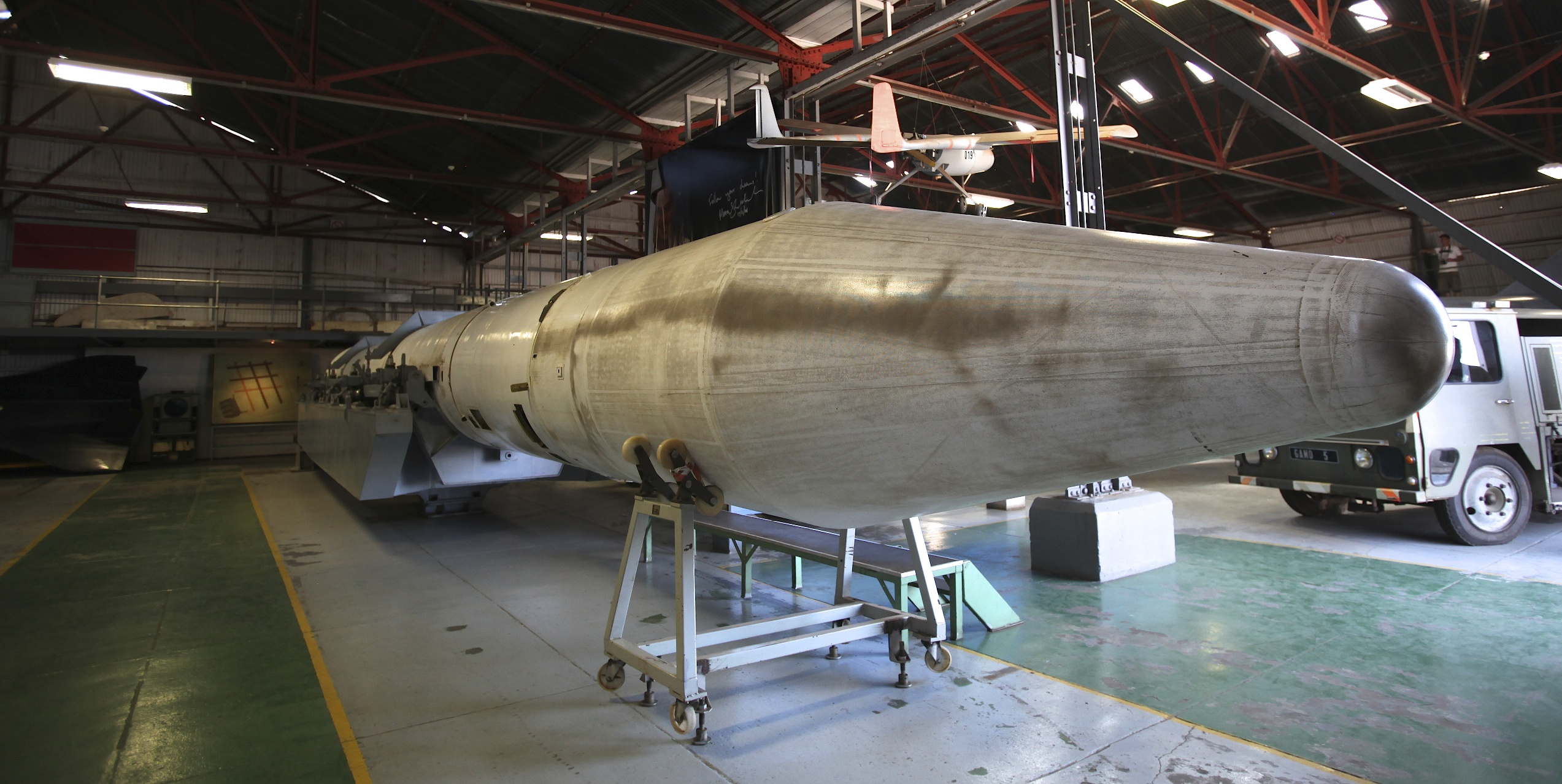
Третья ступень ракеты RSA-3

Боеголовки предполагалось доставлять при помощи самолётов ВВС ЮАР, в том числе бомбардировщиков Canberra B12 и Hawker Blackburn Buccaneer. Однако после того, как обнаружилась уязвимость этих самолётов к кубинским средствам противовоздушной обороны, поставленным в Анголу, это заставило Министерство обороны ЮАР и Вооружённые силы в частности заняться разработкой ракет с ядерными боеголовками.
На основе ракет-носителей RSA-3 и RSA-4 (под этой маркой в ЮАР выпускались израильские ракеты «Шавит»), использовавшихся для развития южно-африканской космической программы, планировалось создать ракеты с ядерными боеголовками. Но, согласно Эл Джею Вентеру, автору книги «Как Южная Африка собрала шесть атомных бомб» (англ. How South Africa built six atom bombs), эти ракеты не были совместимы с крупными южноафриканскими боеголовками: при полезной нагрузке в 340 кг ракета должна была нести боеголовку в 200 кг, но это было за пределами возможностей науки и промышленности Южной Африки в конце 80-х годов. Вентер также полагал, что ракеты RSA, несовместимые с ядерными боеголовками, могли лишь немного напугать ядерные сверхдержавы и не более того. В конце 1980-х годов три ракеты семейства RSA были выведены на суборбитальные орбиты, в рамках развития системы спутниковой связи Greensat Orbital Management System, отвечавшей за фотоснимки и наблюдение за движением военной техники. 
После отказа от программы ядерного оружия в 1989 году, ракетная программа продолжила деятельность до 1992 года, однако после того, как средства на её развитие закончились, к середине 1993 года были свёрнуты все программы по созданию межконтинентальных баллистических ракет. Чтобы присоединиться к Режиму контроля за ракетными технологиями, правительство ЮАР вынуждено было пропустить в свою страну американских наблюдателей, которые контролировали процесс сноса ключевых зданий и структур, которые отвечали за производство ракет-носителей и баллистических ракет большой дальности.

### Обвинения в сотрудничестве с Израилем
Дэвид Олбрайт и Крис Макгрил неоднократно выдвигали в адрес ЮАР обвинения в сотрудничестве с Израилем в сфере создания ядерного оружия и развития своей ядерной программы. 4 ноября 1977 была принята Резолюция Совета Безопасности ООН 418, вводившая эмбарго на поставку оружия в Южную Африку и призывавшая все государства воздержаться от сотрудничества с ЮАР в сфере производства и развития ядерного оружия. Согласно данным организации Инициативы по сокращению ядерной угрозы, в 1977 году Израиль продал в Южную Африку 30 граммов трития в обмен на 50 тонн урана, а в 1980-е годы оказал существенную материально-техническую помощь в сборке баллистических ракет RSA-3 и RSA-4, основанных на израильских ракетах «Шавит» и «Иерихон». В том же 1977 году, согласно отчётам международной прессы, было установлено, что Израиль и ЮАР подписали соглашение, по которому израильтяне поставляли в Южную Африку ряд военных технологий и материалов, необходимых для сборки как минимум шести атомных бомб.
В сентябре 1979 года американский спутник Vela зафиксировал двойную вспышку над Индийским океаном, что эксперты приняли за ядерные испытания. Американские разведывательные самолёты WC-135 совершили несколько тестовых полётов над Индийским океаном, однако окончательных выводов американские эксперты так и не сделали. Инцидент Вела заставил ряд стран обвинить ЮАР в тайной разработке ядерного оружия, что ранее было сделано в адрес Израиля. Представители правительства ЮАР не выступали с подтверждениями факта, что это были ядерные испытания, не вызывая тем самым и доверия к себе. В 1997 году министр иностранных дел ЮАР Азиз Пахад заявил, что слухи о проведениях испытаний не прекращаются, однако израильская газета «Хаарец» от 20 апреля 1997 опубликовала статью, в которой говорилось, что Пахад признал сам факт проведения ядерных испытаний как таковых.
В феврале 1994 года коммодор ВМС ЮАР Дитер Герхардт, который руководил военно-морской базой Саймонстауна и обвинялся в шпионаже в пользу СССР, рассказал следующее:

Хотя я прямо не участвовал ни в подготовке, ни в выполнении операции, я случайно узнал, что вспышка была организована в рамках израильско-южноафриканского ядерного испытания под кодом «Операция „Феникс“». Взрыв был чистым, и его не должны были засечь. Но они оказались не настолько сообразительными, насколько думали, плюс погода изменилась — поэтому американцы его и зафиксировали.
Оригинальный текст (англ.)Although I was not directly involved in planning or carrying out the operation, I learned unofficially that the flash was produced by an Israeli-South African test code-named Operation Phoenix. The explosion was clean and was not supposed to be detected. But they were not as smart as they thought, and the weather changed — so the Americans were able to pick it up.

Герхардт в 2000 году утверждал, что в 1974 году израильтяне переоборудовали восемь ракет «Иерихон-2» некими «особыми боеголовками» для ЮАР. А в 2010 году британская газета The Guardian опубликовала секретные документы ЮАР, в которых подтверждалось, что у Израиля есть ядерный арсенал — сами документы касались сделки по продаже Израилем в ЮАР ядерного оружия в 1975 году. Представители Израиля опровергли подобные обвинения и сказали, что в документах нет ни единого намёка на продажу ядерного оружия, а президент Израиля Шимон Перес обвинил газету в выдёргивании цитат из контекста. Профессор Авнер Коэн, автор книг «Израиль и бомба» (англ. Israel and the Bomb) и «Самый плохо скрываемый секрет: израильская сделка с бомбой» (англ. The Worst-Kept Secret: Israel's Bargain with the Bomb), также опроверг слухи, заявив, что в документах не было никаких намёков на предложение от Израиля продать атомное оружие режиму Претории.

### Отказ от ядерного оружия
Вооружённые силы ЮАР испытывали серьёзные опасения, что по теории домино после кубинского вторжения в Анголу может быть создана угроза Намибии и ЮАР. В 1988 году ЮАР подписала Нью-Йоркские соглашения (или соглашения трёх стран), что позволило вывести войска ЮАР и Кубы из Анголы и предоставить тем самым Намибии независимость. Преимуществами ликвидации ядерного оружия мог стать серьёзный вклад в восстановление стабильности в мире и регионе, а также возвращение ЮАР в региональную и международную политику с восстановлением доверия к стране.
ЮАР свернула свою программу ядерного оружия в 1989 году. Все бомбы (шесть собранных и одна на стадии сборки) были разобраны и утилизированы, а ЮАР присоединилась к Договору о нераспространении ядерного оружия, который подписал посол ЮАР в США Гарри Шварц. 
19 августа 1994, после завершения инспекции Международное агентство по атомной энергии (МАГАТЭ) подтвердило, что всё ядерное оружие в ЮАР было утилизировано, и выразило своё удовлетворение преобразованием ядерной программы в ЮАР в мирную. Вследствие этого, 5 апреля 1995 ЮАР присоединилась к Группе ядерных поставщиков. Страна сыграла решающую роль в подписании Договора об африканской зоне, свободной от ядерного оружия (или Пелиндабского договора) в 1996 году и присоединившись к нему в 1997 году. В 1996 году ЮАР подписала Договор о всеобъемлющем запрещении ядерных испытаний, ратифицировав его в 1999 году.
15 июля 2009 Пелиндабский договор вступил в силу после его ратификации 28 странами. Подписавшие его стороны должны были отказаться от исследований, разработки, производства, приобретения, испытаний, владения, контроля или базирования ядерных взрывных устройств на территории стран, подписавших договор, и сброса радиоактивных отходов в Африканской зоне, куда относятся подписавшие договор стороны. Для контроля за выполнением договора была образована Африканская комиссия по ядерной энергии (англ. African Commission on Nuclear Energy) со штаб-квартирой в ЮАР.
| Год             | Событие |
| --------------- | --- |
| 1950-е — 1960-е | Научные исследования в области мирных ядерных взрывов и использования атомной энергии                            |
| 1969            | Совет по атомной энергетике образует группу для определения технических и экономических аспектов ядерных взрывов |
| 1970            | Комиссия по атомной энергетике публикует отчёт, в котором определяет цели использования ядерных взрывов          |
| 1971            | Официальная поддержка применения мирных ядерных взрывов                                                          |
| 1973            | Комиссия начинает разработку атомной бомбы пушечного типа                                                        |
| 1974            | Подтверждение работы над ядерным устройством и выбор аэродрома Вастрап для испытаний                             |
| 1977            | Завершение сборки атомной бомбы для «холодного испытания»                                                        |
| 1978            | Начало производство обогащённого урана, контроль за программой оружия берёт на себя Armscor                      |
| 1979            | Инцидент Вела: первая бомба с сердечником из высокообогащённого урана произведена Комиссией                      |
| 1982            | Первая бомба для доставки собрана, начинаются работы над безопасностью оружия                                    |
| 1985            | Обзор трёх фаз ядерной стратегии                                                                                 |
| 1987            | Первая серийная модель бомбы произведена, всего произведено шесть (седьмая на стадии сборки)                     |
| 1988            | Подготовка аэродрома Vastrap к ядерным испытаниям Armscor                                                        |
| 1989            | ЮАР отказывается от использования ядерного оружия и утилизирует его                                              |
| 1991            | ЮАР подписывает Договор о нераспространении ядерного оружия                                                      |

## Биологическое и химическое оружие
В октябре 1998 года был опубликован отчёт Комиссии истины и примирения, в котором содержалась и глава о проекте «Побережье» — секретной правительственной программе по созданию химического и биологического оружия в 1980-е и 1990-е годы. Проект был запущен в 1983 году для производства снаряжения оборонительного характера (в том числе противогазов, масок и костюмов химической защиты). Впервые сведения о проекте «Побережье» стали достоянием общественности в 1986 году, когда тяжело больной сержант спецназа ЮАР Виктор де Фонсека проговорился о тайных операциях своего подразделения, после чего был отравлен. Показания некоторых сотрудников проекта подтвердили, что программа вышла далеко за рамки оборонительных целей, несмотря на ярые официальные заявления об обратном.
Так, просочились свидетельства, что в рамках проекта производились большие партии (тонны) наркотиков и психоделиков, а также миорелаксантов (вызывающих расслабление мышц — идеальное орудие убийства, замаскированного под «внезапную остановку сердца»), возбудителей холеры, чумы, сибирской язвы и сальмонеллёза. 
Более того, химическое и биологическое оружие применялось для умерщвления противников апартеида — причём не только в ЮАР и оккупированной ей Намибии, но и на территории Мозамбика, Свазиленда, Анголы, Западной Европы и США. В секретной лаборатории Роодеплат разработали специальные отравленные майки, пропитанные параоксоном и вызывавшие тромбоз. Они предназначались в основном для активистов студенческого движения, но жертвой отравленной одежды чуть не стал видный борец против режима апартеида протестантский священник Фрэнк Чикане, которого спасли американские врачи. 
Глава тайной лаборатории Дан Гоосен в своих показаниях перед Комиссией истины и примирения сообщил, что эксперименты проекта «Побережье» даже предусматривали создание вируса, смертельного для чернокожих, но безопасного для белых.